# Список національних парків Канади

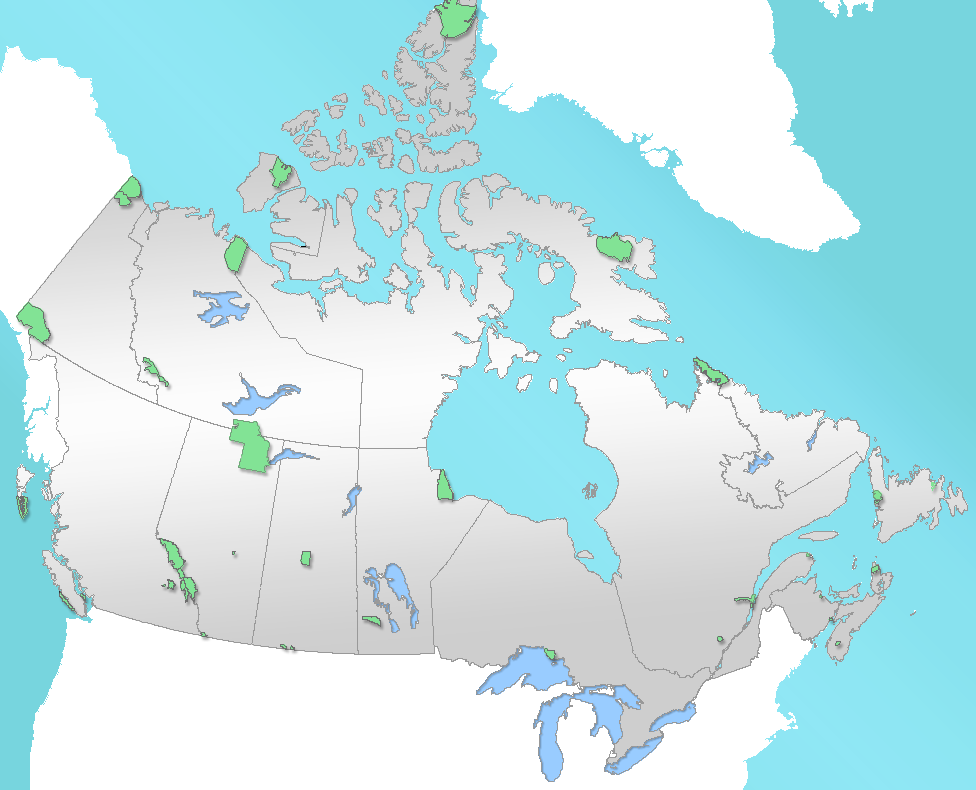
На мапі Канаді зеленим позначено території Національних парків

Національні парки Канади відображають природні ландшафти, як типові, так і унікальні, у всіх провінціях і територіях Канади. Метою агентства по парках Канади є створення системи природоохоронних зон, яка представляє все розмаїття природи Канади. Завданнями парків Канади є збереження екологічної цілісності парків і надання можливості для відвідування парків і вивчення природи Канади всім бажаючим. Агентство розробило довгостроковий план системи національних парків і визначило 39 різних регіонів, які необхідно подати в системі. У 2008 році план по створенню такої системи був виконаний на 60 %.
Нижче представлений список національних парків Канади в алфавітному порядку. У початку 2013 року налічувалося 36 національних парків і 8 національних паркових резервацій, не рахуючи Національний парк і резервацію Клуейн, який є і тим, і іншим. До списку також включені чотири національних морських заповідника та одна національна пам'ятка. У планах агентства шість національних парків і один національний морський парк.

## Національні парки і резервації
Національною парковою резервацією є місцевість, яка входить до системи національних парків, але заселена індіанськими народами. Остаточні кордони національного парку визначаються спеціальною угодою з індіанськими громадами. У такому випадку територія розглядається як «національна паркова резервація», управління якою підпадає під дію акта про національні парки, при цьому продовжується традиційна життєдіяльність народів, які заселяють парк, як то полювання і рибальство. Крім того, думка індіанців враховується при управлінні національною парковою резервацією.
| Назва | Провінція / Територія               | Площа, км² | Рік заснування | Зображення | Мапа                                                                           |
| --- | ----------------------------------- | ---------- | -------------- | ---------- | ------------------------------------------------------------------------------ |
| Національний парк Аулавік Aulavik National Park                                                                               | Північно-західні території          | 12 200,0   | 1992           |            | Список національних парків Канади (Канада) · Список національних парків Канади |
| Національний парк Ауюйтук Auyuittuq National Park                                                                             | Нунавут                             | 19 707,4   | 2001           |            | Список національних парків Канади (Канада) · Список національних парків Канади |
| Національний парк Банф Banff National Park                                                                                    | Альберта                            | 6 641,0    | 1885           |            | Список національних парків Канади (Канада) · Список національних парків Канади |
| Національний парк Півострів Брюс Bruce Peninsula National Park                                                                | Онтаріо                             | 154,0      | 1987           |            | Список національних парків Канади (Канада) · Список національних парків Канади |
| Національний парк Вапуск Wapusk National Park                                                                                 | Манітоба                            | 11 475,0   | 1996           |            | Список національних парків Канади (Канада) · Список національних парків Канади |
| Національний парк Верховини Кейп-Бретона Cape Breton Highlands National Park                                                  | Нова Шотландія                      | 948,0      | 1936           |            | Список національних парків Канади (Канада) · Список національних парків Канади |
| Національний парк Вуд-Баффало Wood Buffalo National Park                                                                      | Альберта/Північно-західні території | 44 802,0   | 1922           |            | Список національних парків Канади (Канада) · Список національних парків Канади |
| Національний парк Вонтут Vuntut National Park                                                                                 | Юкон                                | 4 345,0    | 1995           |            | Список національних парків Канади (Канада) · Список національних парків Канади |
| Національна паркова резервація островів Галф Gulf Islands National Park Reserve                                               | Британська Колумбія                 | 35,4       | 2003           |            | Список національних парків Канади (Канада) · Список національних парків Канади |
| Національний парк Глейшер Glacier National Park                                                                               | Британська Колумбія                 | 1 313,1    | 1886           |            | Список національних парків Канади (Канада) · Список національних парків Канади |
| Національний парк Грасслендс Grasslands National Park                                                                         | Саскачеван                          | 906,4      | 1981           |            | Список національних парків Канади (Канада) · Список національних парків Канади |
| Національний парк Грос-Морн Gros Morne National Park                                                                          | Ньюфаундленд і Лабрадор             | 1 805,0    | 1973           |            | Список національних парків Канади (Канада) · Список національних парків Канади |
| Національна паркова резервація Гваї Гаанас і історичне місце Хайда Gwaii Haanas National Park Reserve and Haida Heritage Site | Британська Колумбія                 | 1 495,0    | 1988           |            | Список національних парків Канади (Канада) · Список національних парків Канади |
| Національний парк Джаспер Jasper National Park                                                                                | Альберта                            | 10 878,0   | 1907           |            | Список національних парків Канади (Канада) · Список національних парків Канади |
| Національний парк Острови Джорджіан-Бей Georgian Bay Islands National Park                                                    | Онтаріо                             | 25,6       | 1929           |            | Список національних парків Канади (Канада) · Список національних парків Канади |
| Національний парк Іввавік Ivvavik National Park                                                                               | Юкон                                | 10 168,4   | 1984           |            | Список національних парків Канади (Канада) · Список національних парків Канади |
| Національний парк Його Yoho National Park                                                                                     | Британська Колумбія                 | 1 313,1    | 1886           |            | Список національних парків Канади (Канада) · Список національних парків Канади |
| Національний парк Кеджімкуджік Kejimkujik National Park                                                                       | Нова Шотландія                      | 403,7      | 1967           |            | Список національних парків Канади (Канада) · Список національних парків Канади |
| Національний парк і резервація Клуейн Kluane National Park and Reserve                                                        | Юкон                                | 22 013,3   | 1972           |            | Список національних парків Канади (Канада) · Список національних парків Канади |
| Національний парк Кутені Kootenay National Park                                                                               | Британська Колумбія                 | 1 406,4    | 1920           |            | Список національних парків Канади (Канада) · Список національних парків Канади |
| Національний парк Кучібогвак Kouchibouguac National Park                                                                      | Нью-Брансвік                        | 239,2      | 1969           |            | Список національних парків Канади (Канада) · Список національних парків Канади |
| Національний парк Куттінірпаак Quttinirpaaq National Park                                                                     | Нунавут                             | 37 775,0   | 1988           |            | Список національних парків Канади (Канада) · Список національних парків Канади |
| Національний парк Ла-Морісі La Mauricie National Park                                                                         | Квебек                              | 536,1      | 1970           |            | Список національних парків Канади (Канада) · Список національних парків Канади |
| Національний парк Гора Ревельсток Mount Revelstoke National Park                                                              | Британська Колумбія                 | 259,7      | 1914           |            | Список національних парків Канади (Канада) · Список національних парків Канади |
| Національна паркова резервація архіпелаг Мінган Mingan Archipelago National Park Reserve                                      | Квебек                              | 150,7      | 1984           |            | Список національних парків Канади (Канада) · Список національних парків Канади |
| Національна паркова резервація Наатсічо Naats'ihch'oh National Park Reserve                                                   | Північно-західні території          | 7 600,0    | 2012           |            | Список національних парків Канади (Канада) · Список національних парків Канади |
| Національний парк Наганні Nahanni National Park Reserve                                                                       | Північно-західні території          | 4 765,2    | 1976           |            | Список національних парків Канади (Канада) · Список національних парків Канади |
| Національна паркова резервація Пасифік-Рім Pacific Rim National Park Reserve                                                  | Британська Колумбія                 | 285,8      | 1970           |            | Список національних парків Канади (Канада) · Список національних парків Канади |
| Національний парк Пойнт-Пілі Point Pelee National Park                                                                        | Онтаріо                             | 15,0       | 1918           |            | Список національних парків Канади (Канада) · Список національних парків Канади |
| Національний парк Принс-Альберт Prince Albert National Park                                                                   | Саскачеван                          | 3 874,3    | 1927           |            | Список національних парків Канади (Канада) · Список національних парків Канади |
| Національний парк острова принца Едуарда Prince Edward Island National Park                                                   | Острів Принца Едварда               | 21,5       | 1937           |            | Список національних парків Канади (Канада) · Список національних парків Канади |
| Національний парк Пукасква Pukaskwa National Park                                                                             | Онтаріо                             | 1 877,8    | 1978           |            | Список національних парків Канади (Канада) · Список національних парків Канади |
| Національний парк Райдінг-Маунтен Riding Mountain National Park                                                               | Манітоба                            | 2 973,1    | 1929           |            | Список національних парків Канади (Канада) · Список національних парків Канади |
| Національний парк Острови Святого Лаврентія St. Lawrence Islands National Park                                                | Онтаріо                             | 9,0        | 1904           |            | Список національних парків Канади (Канада) · Список національних парків Канади |
| Національний парк Сірмілік Sirmilik National Park                                                                             | Нунавут                             | 22 200,0   | 2001           |            | Список національних парків Канади (Канада) · Список національних парків Канади |
| Національний парк Сейбл-Айленд Sable Island National Park                                                                     | Нова Шотландія                      | 34,0       | 2011           |            | Список національних парків Канади (Канада) · Список національних парків Канади |
| Національний парк Терра-Нова Terra Nova National Park                                                                         | Ньюфаундленд і Лабрадор             | 399,9      | 1957           |            | Список національних парків Канади (Канада) · Список національних парків Канади |
| Національний парк Гори Торнгата Torngat Mountains National Park                                                               | Ньюфаундленд і Лабрадор             | 9 600,0    | 2005           |            | Список національних парків Канади (Канада) · Список національних парків Канади |
| Національний парк Туктут Ногайт Tuktut Nogait National Park                                                                   | Північно-західні території          | 16 340,0   | 1996           |            | Список національних парків Канади (Канада) · Список національних парків Канади |
| Національний парк Уккусікселік Ukkusiksalik National Park                                                                     | Нунавут                             | 20 500,0   | 2003           |            | Список національних парків Канади (Канада) · Список національних парків Канади |
| Національний парк Вотертон-Лейкс Waterton Lakes National Park                                                                 | Альберта                            | 505,0      | 1895           |            | Список національних парків Канади (Канада) · Список національних парків Канади |
| Національний парк Фанді Fundy National Park                                                                                   | Нью-Брансвік                        | 205,9      | 1948           |            | Список національних парків Канади (Канада) · Список національних парків Канади |
| Національний парк Форійон Forillon National Park                                                                              | Квебек                              | 240,4      | 1970           |            | Список національних парків Канади (Канада) · Список національних парків Канади |
| Національний парк Елк-Айленд Elk Island National Park                                                                         | Альберта                            | 194,0      | 1913           |            | Список національних парків Канади (Канада) · Список національних парків Канади |

## Заплановані національні парки
| Назва | Провінція / Територія      | Площа, км² | Рік заснування | Зображення | Мапа                                                                           |
| --- | -------------------------- | ---------- | -------------- | ---------- | ------------------------------------------------------------------------------ |
| Національний парк Бовен-Айленд Bowen Island National Park                                                            | Британська Колумбія        |            | планується     |            | Список національних парків Канади (Канада) · Список національних парків Канади |
| Національний парк Куасуїттук Qausuittuq National Park                                                                | Нунавут                    |            | планується     |            | Список національних парків Канади (Канада) · Список національних парків Канади |
| Національна паркова резервація Мілі-Маунтінс Mealy Mountains National Park Reserve                                   | Ньюфаундленд і Лабрадор    |            | планується     |            | Список національних парків Канади (Канада) · Список національних парків Канади |
| Національний парк Руж Rouge National Urban Park                                                                      | Онтаріо                    |            | планується     |            | Список національних парків Канади (Канада) · Список національних парків Канади |
| Національна паркова резервація Саут-Оканаган—Лоуер-Сімілкамін South Okanagan-Lower Similkameen National Park Reserve | Британська Колумбія        |            | планується     |            | Список національних парків Канади (Канада) · Список національних парків Канади |
| Національний парк Тейден-Нене Thaydene Nene National Park                                                            | Північно-західні території | 33 500,0   | планується     |            | Список національних парків Канади (Канада) · Список національних парків Канади |

## Національні морські заповідники
Національні морські заповідники є відносно новими об'єктами в системі парків Канади і призначені для захисту морської екосистеми. Агентство розробило довгостроковий план системи національних морських заповідників і визначило 29 різних регіонів на узбережжі Канади і Великих озерах, які необхідно представити в системі. Нижче представлений перелік діючих і плануємих національних морських парків Канади.
| Назва | Провінція / Територія | Площа, км² | Рік заснування | Зображення | Мапа                                                                           |
| --- | --------------------- | ---------- | -------------- | ---------- | ------------------------------------------------------------------------------ |
| Національна морська паркова резервація Гваї Гаанас Gwaii Haanas National Marine Conservation Area Reserve                             | Британська Колумбія   | 3.400,0    | 2010           |            | Список національних парків Канади (Канада) · Список національних парків Канади |
| Національний морський парк Озеро Верхнє Lake Superior National Marine Conservation Area                                               | Онтаріо               | 10.000,0   | 2007           |            | Список національних парків Канади (Канада) · Список національних парків Канади |
| Національний морський парк Сагеней-Сен-Лоран Saguenay–St. Lawrence Marine Park                                                        | Квебек                | 1.246,0    | 1998           |            | Список національних парків Канади (Канада) · Список національних парків Канади |
| Національний морський парк Фатом-Файв Fathom Five National Marine Park                                                                | Онтаріо               | 112,0      | 1987           |            | Список національних парків Канади (Канада) · Список національних парків Канади |
| Національна морська паркова резервація Південна протока Джорджія Southern Strait of Georgia National Marine Conservation Area Reserve | Британська Колумбія   |            | планується     |            | Список національних парків Канади (Канада) · Список національних парків Канади |

## Національна пам'ятка
Програма національних пам'яток була розроблена в 1978 році, для збереження унікальних природних об'єктів, що становлять науковий інтерес. З тих пір тільки один об'єкт потрапив під дію програми.
| Назва                                              | Провінція / Територія      | Площа, км² | Рік заснування | Зображення | Мапа                                                                           |
| -------------------------------------------------- | -------------------------- | ---------- | -------------- | ---------- | ------------------------------------------------------------------------------ |
| Національна пам'ятка Пінго Pingo National Landmark | Північно-західні території | 16,0       | 1984           |            | Список національних парків Канади (Канада) · Список національних парків Канади |